# Ngardmau

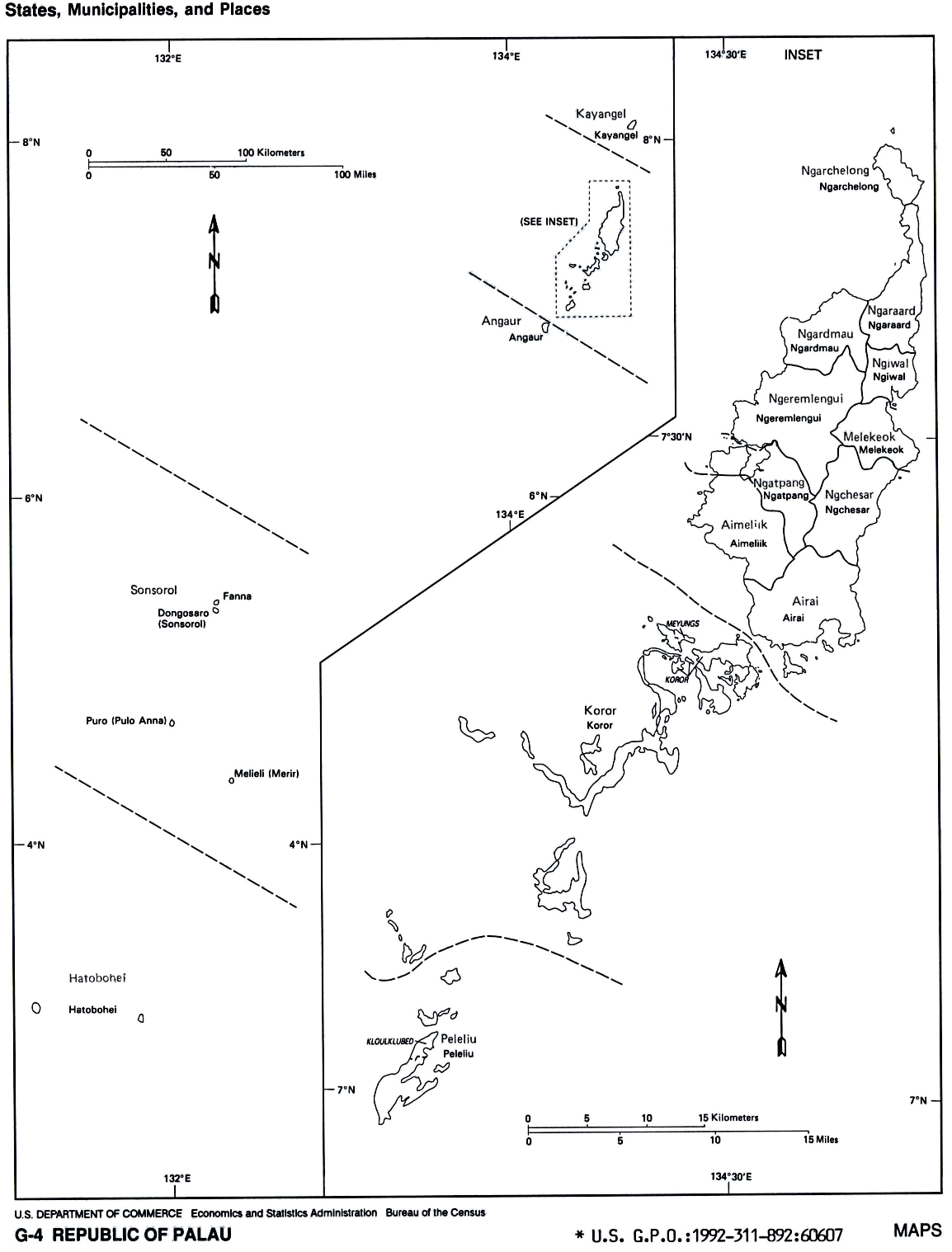
karta over Palaus delstater

Ngardmau (även Ongedechuul) är en av de 16 delstater i Palau i västra Stilla havet.

## Geografi
Ngardmau ligger på huvudön Babeldaobs nordvästra del och här ligger Taki waterfall som är Palaus högsta vattenfall. Även
Ngerchelchuus, som med sina cirka 242 m ö.h. är det högsta berget i Palau, ligger delvis här och delvis även i delstaten Ngeremlengui. 
Området har en sammanlagd areal om ca 47 km² och täcks till stora delar av regnskog och berg.

## Delstaten
Befolkningen i Ngardmau-state uppgår till cirka 220 invånare. Huvudorten är Urdmang och övriga församlingar ("hamlets") är Ngetbong och Ngerutoi.
Det finns några megalitiska monument Edub er a lelech nära Urdmang.
1984 ändrades benämningen på Palaus administrativa delar från "municipalities" (kommuner) till "states" (delstater).